# Lakemoor
Lakemoor é uma vila localizada no estado americano de Illinois, no Condado de Lake e Condado de McHenry.

## Demografia
Segundo o censo americano de 2000, a sua população era de 2788 habitantes.
Em 2006, foi estimada uma população de 5154, um aumento de 2366 (84.9%).

## Geografia
De acordo com o United States Census Bureau tem uma área de
11,7 km², dos quais 11,1 km² cobertos por terra e 0,6 km² cobertos por água.

## Localidades na vizinhança
O diagrama seguinte representa as localidades num raio de 8 km ao redor de Lakemoor.